# アリソン・マクミラン
アリソン・マクミラン（英語: Alison MacMillan, MVO）は、イギリスの外交官。彼女は2013年5月以降ジブラルタル副総督を務めており、2013年と2015年にそれぞれ短期間総督を代行した。

## 経歴
マクミランはパリで翻訳家を務めた後、1982年2月に外務・英連邦省に入省。その後、彼女は外交官としてメキシコ、アメリカ、チリ、ニカラグアに派遣された。
2013年、ジブラルタル総督サー・エイドリアン・ジョーンズが辞任すると、マクミランは総督代行を務めた。2015年にも再度総督を代行した。